# 함안옹주
함안옹주(咸安翁主, 생몰년 미상)는 조선 제2대 정종의 8녀이자 서8녀로 막내딸이다. 생모는 누구인지 알 수 없다. 월림군 이항신에게 하가하여 1남을 얻었다. 1431년(세종 13년) 음력 10월에 함안군주(咸安郡主)에 봉해졌으며, 1872년(고종 9년) 음력 12월 함안옹주(咸安翁主)에 추봉되었다.

## 가족 관계
친정 전주 이씨 
- 조부 : 제1대 태조(太祖, 1335~1408, 재위: 1392~1398)
- 조모 : 신의왕후(神懿王后, 1337~1391)
  - 아버지 : 제2대 정종(定宗, 1357~1419, 재위: 1398~1400)
  - 어머니 : 미상

 시가 경주 이씨 
- 부마 : 부지돈녕부사 월림군 소정공 이항신(副知敦寧府事 月林君 昭靖公 李恒信[3], 생몰년 미상)
  - 장남 : 이사충(李思忠)